# 麟光之翼
《麟光之翼》是富野由悠季在1983年至1986年發表的初部原創小說，也是日本的機器人動畫，在2005年至2006年由網路配信，全6話。該部動畫也榮獲日本。故事背景與富野另外兩部作品《聖戰士丹拜因》與屬同一時空。

## 動畫

### 登場人物
- 約瑟夫·鈴木（聲：福山潤）
- 矢藩朗利（聲：土田大）
- 金本平次（聲：田邉真悟）
- 迫水真次郎（聲：小山力也）
- 琉克絲·迫水（聲：嶋村侑）
- 寇多爾·迫水（聲：林真里花）

### 各話一覽
| 話數  | 標題 | 脚本                | 分鏡       | 演出       | 作畫監督                                       | 總作畫監督              |
| ----- | ---- | ------------------- | ---------- | ---------- | ---------------------------------------------- | ----------------------- |
| 第1話 |      | 高山治郎 富野由悠季 | 富野由悠季 | 五十嵐達矢 | 工藤昌史                                       | -                       |
| 第2話 |      | 高山治郎 富野由悠季 | 富野由悠季 | 五十嵐達矢 | 坂本修司（人物） 吉岡毅（機械）                | 工藤昌史                |
| 第3話 |      | 高山治郎 富野由悠季 | 富野由悠季 | 五十嵐達矢 | 小木曾伸吾 寺尾洋之                            | 工藤昌史 吉岡毅（機械） |
| 第4話 |      | 高山治郎 富野由悠季 | 富野由悠季 | 五十嵐達矢 | 中谷誠一                                       | 工藤昌史 吉岡毅（機械） |
| 第5話 |      | 高山治郎 富野由悠季 | 富野由悠季 | 五十嵐達矢 | 坂本修司（人物） 仲盛文（機械）                | 工藤昌史 吉岡毅（機械） |
| 第6話 |      | 高山治郎 富野由悠季 | 富野由悠季 | 五十嵐達矢 | 工藤昌史（人物） 仲盛文（機械） 吉岡毅（機械） | 工藤昌史 吉岡毅（機械） |

## 關連項目
- 聖戰士DUNBINE
- 機器人動畫

## 外部連結
- 麟光之翼